# Eupithecia incurvaria
Eupithecia incurvaria là một loài bướm đêm trong họ Geometridae. Loài này được Hampson miêu tả khoa học lần đầu tiên năm 1903.